# 本村インターチェンジ
本村インターチェンジ（ほんむらインターチェンジ）は、神奈川県横浜市旭区本村町にある保土ヶ谷バイパスのインターチェンジである。

## 接続している道路
- 神奈川県道40号横浜厚木線（厚木街道）

## 歴史
- 1974年：狩場IC～上川井IC間開通に伴い開設。

## 周辺
- 東側（鶴ヶ峰方面）
  - 国道16号（一般道路）
  - 横浜旭郵便局
  - 神奈川県警察旭警察署
- 西側（二俣川方面）
  - 二俣川駅
  - 神奈川県警察運転免許センター
  - 神奈川県立がんセンター

## 隣
保土ヶ谷バイパス
南本宿IC - 本村IC - 下川井IC